# South Park View (Kentucky)
South Park View es una ciudad ubicada en el condado de Jefferson en el estado estadounidense de Kentucky. En el Censo de 2010 tenía una población de 7 habitantes y una densidad poblacional de 21,97 personas por km².

## Geografía
South Park View se encuentra ubicada en las coordenadas 38°7′8″N 85°43′7″O / 38.11889, -85.71861. Según la Oficina del Censo de los Estados Unidos, South Park View tiene una superficie total de 0.32 km², de la cual 0.32 km² corresponden a tierra firme y (0%) 0 km² es agua.

## Demografía
Según el censo de 2010, había 7 personas residiendo en South Park View. La densidad de población era de 21,97 hab./km². De los 7 habitantes, South Park View estaba compuesto por el 100% blancos, el 0% eran afroamericanos, el 0% eran amerindios, el 0% eran asiáticos, el 0% eran isleños del Pacífico, el 0% eran de otras razas y el 0% pertenecían a dos o más razas. Del total de la población el 0% eran hispanos o latinos de cualquier raza.